# Galatea de les esferes
Galatea de les esferes, (1952) és una obra del català surrealista Salvador Dalí. En aquesta obra apareix el rostre de Gala, la seva musa i esposa, configurat per un conjunt d'esferes que mostren el seu interès per la ciència.

## Història
Galatea de les esferes, és una de les obres més representatives de l'autor Salvador Felipe Jacinto Dalí i Domènech, més conegut com a Salvador Dalí. Considerat un dels màxims representants del Surrealisme, fonamentalment, es coneix la seva trajectòria pictòrica, tot i que també té un llarg recorregut en l'escultura i la poesia.
Després d'una llarga època ingressat en un hospital, Dalí va començar a llegir articles sobre la ciència, la física, els àtoms... Tota aquesta indagació, per part de l'artista, va florir després de l'explosió de la bomba atòmica de l'any 1945.
A partir, d'aquest moment l'artista va començar a crear obres relacionades amb les seves investigacions científiques; i es va convertir en una de les passions de Dalí, la ciència i les teories dels àtoms.
A més a més, aquesta obra és una de les més representatives d'aquesta època, l'època mística-nuclear.
«Galatea de las esferas». [Consulta: 20 març 2020].
«Galatea de las esferas». [Consulta: 20 març 2020].

## Descripció
El nom de l'obra ens fa descobrir el contingut d'aquesta; galatea fa referència a la model, Gala, dedicada a la seva musa i esposa, a l'eterna figura femenina. I les esferes que configuren el seu rostre i l'espai, mostren la passió que sentia per la ciència i la desintegració de l'àtom.
L'eix de la tela mostra una nova perspectiva de la pintura, ja que adquireix una visió tridimensional del roste i les esferes (àtoms).
Tanmateix, l'obra representa la síntesi de l'art renaixentista i la teoria atòmica mencionada anteriorment.
Els colors utilitzats són freds i tènues, proporcionant un sentiment de realitat, credibilitat de l'autor, la model i el receptor de l'obra.
A més a més, l'autor, va decidir que volia que l'obra estigues sustentada per un cavallet que havia estat del pintor francès del segle xix, Meissonier. Actualment, continua sustentada pel mateix cavallet al Teatre-Museu Dalí.
«GALATEA DE LAS ESFERAS, 1952». Arxivat de l'original el 2020-03-20. [Consulta: 20 març 2020].
Gómez, Verónica. «Galatea de las Esferas». Arxivat de l'original el 20 de març 2020. [Consulta: 20 març 2020].